# Юнкерский батальон (Добровольческая армия)
Юнкерский батальон — одна из первых частей Добровольческой армии, сформированная в начале ноября 1917 г. в Новочеркасске.

## История
Сформирована в ноябре 1917 года в Новочеркасске из кадет и юнкеров штабс-капитаном лейб-гвардии Измайловского полка В. Д. Парфёновым Юнкерская рота численностью около 150 человек, сведённых в 4 взвода: 1-й из юнкеров пехотных училищ (главным образом Павловского), 2-й из юнкеров артиллерийских училищ, 3-й из кадет морских училищ; 4-й из кадет и учащейся молодежи. Значительная часть кадет была 15-17 летнего возраста. После нескольких дней строевых занятий личный состав вооружили винтовками, отнятыми у солдат двух запасных пехотных полков.
Через несколько дней после формирования роты 2-й взвод был выделен на формирование Сводной Михайловско-Константиновской батареи, а рота вновь пополнена до 150 чел. за счет добровольцев и развернута в Особый Юнкерский батальон двухротного состава: 1-я юнкерская рота (к-р ротмистр лейб-гвардии Гродненского гусарского полка Скасырский) и 2-я кадетская рота (к-р штабс-капитан лейб-гвардии Волынского полка Мезерницкий). Юнкерский батальон вместе с Офицерской ротой составил отряд полковника И. К. Хованского.
26 ноября батальон в составе отряда был направлен на подавление большевистского восстания в Ростове. В 5 часов утра 27 ноября отряд высадился в полутора километрах от станции Нахичевань и без боя захватил её. Юнкерский батальон занял оборону слева от железнодорожного полотна и вступил в бой с вышедшими из Ростова превосходящими силами красных. Попытка батальона решительной «психической» атакой выбить противника (красный отряд) из Балабановской рощи и ворваться в город не увенчалась успехом. В бою почти полностью погиб (был переколот штыками) 4-й взвод 2-й роты под командованием капитана Донскова, состоявший из кадет Одесского и Орловского корпусов. К 9 часам утра батальон вернулся на позиции у станции Нахичевань и при поддержке Михайловско-Константиновской батареи и орудий донского артиллерийского взвода, также обслуживаемых юнкерами, удерживал их до вечера. После этого отряд организованно отошёл к станции Кизитеринка, имея в арьергарде кадетскую роту Юнкерского батальона.

Мы удержали станцию, но с какими потерями! У меня в роте из 140 осталось 65, то же было и в других ротах. Да, мальчуганы показали, что умеют воевать. Но к вечеру стало ясно, что дальше они выдержать не смогут. Со вчерашнего дня они не ели и не спали, промокли насквозь и заледенели. Некоторых без сознания выносили из окопов.— Воспоминания полковника М. В. Мезерницкого
28 ноября юнкерский батальон в составе колонны полковника Кучерова участвовал в штурме Ростова. В конце декабря — начале января 1918 года нёс караульную службу в Ростове. С 16 (29) января 1918 года прикрывал линию железной дороги Ростов — Таганрог, обеспечивая отход Таганрогского отряда полковника Кутепова. Затем несколько дней вместе с Партизанским Офицерским батальоном им. Корнилова и 1-й Юнкерской батареей занимал фронт у Новочеркасска, после чего был возвращён в Ростов для несения караульной службы. 1 (14) февраля участвовал в неудачной попытке деблокировать Батайский отряд под Батайском, отошёл за реку Бейсужок. 2-3 (15-16) февраля при поддержке Юнкерского артиллерийского взвода удерживал фронт, после чего передал позиции 2-му Офицерскому батальону.
12 февраля 1918 года, перед 1-м Кубанским походом, к батальону был присоединен Ростовский добровольческий полк (бывший Студенческий батальон) и общее командование было передано генералу Боровскому.
В марте 1918 года батальон был включён в 1-й Офицерский полк 2-м батальоном (5-я и 6-я рота).